# Gravimeter

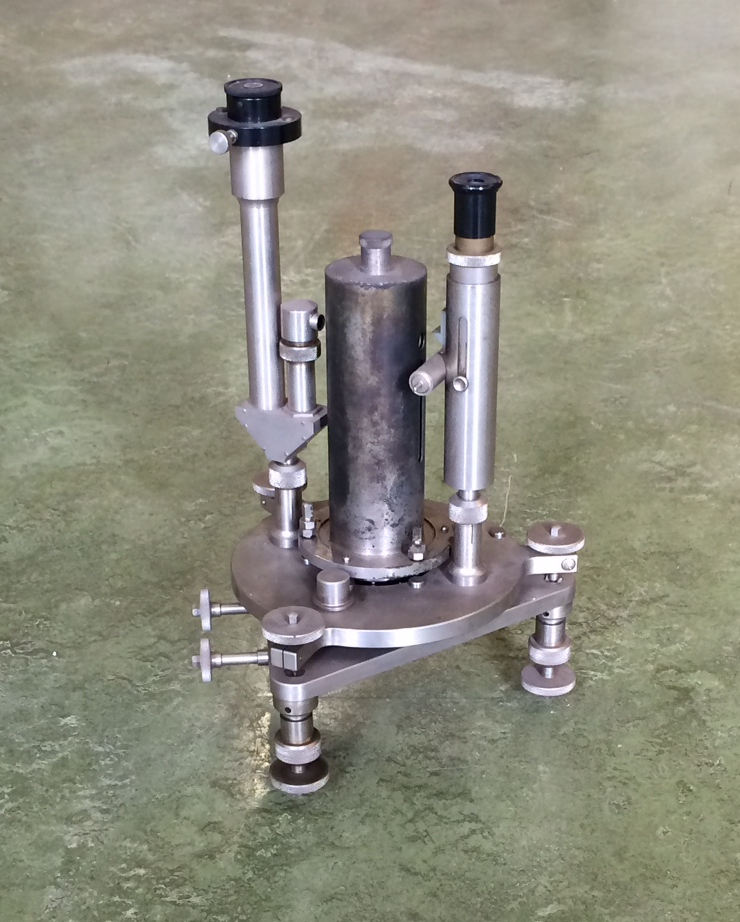
Holweck-Lejay gravimeter

Een gravimeter is een meetinstrument waarmee de dichtheid (ook wel soortelijk gewicht of soortelijke massa genoemd) van een bepaalde stof gemeten kan worden.

## Vloeistoffen
Voor het meten van de dichtheid van een vloeistof zijn meerdere methodes mogelijk:
- Een weegschaal waarop een vat met nauwkeurig bekende inhoud wordt gewogen.
- Een hydrometer, een dompelaar met daarop een schaalverdeling. Volgens de Wet van Archimedes zal de dompelaar precies zo ver onderdompelen dat zijn eigen gewicht door de vloeistof verplaatst is. Bij een vloeistof met hoge dichtheid zal de dompelaar dus minder ver zinken dan in een met een lage dichtheid. De schaalverdeling kan in kg/liter zijn, maar ook bijvoorbeeld graden Brix.
- Een derde, indirecte meting is beschikbaar in veel coriolis-massadebietmeters, deze meters hebben meetbuizen die oscilleren op de eigen resonantiefrequentie. Naarmate de buis zwaarder is zal de frequentie dalen, en kan hieruit de dichtheid afgeleid worden.